# Sadd-e Latīān
Sadd-e Latīān (persiska: سَدِّ فَرَحناز, فَرَنَز دَم, سَدِّ فَرَحنازِ پَهلَوی, فَرَهنَز دَم, لِيتَ دَم, Sadd-e Farahnaz Pahlavi, سد لتيان) är en dammbyggnad i Iran.   Den ligger i provinsen Teheran, i den norra delen av landet, 25 km öster om huvudstaden Teheran. Sadd-e Latīān ligger 1 574 meter över havet.
Terrängen runt Sadd-e Latīān är kuperad söderut, men norrut är den bergig. Sadd-e Latīān ligger nere i en dal. Runt Sadd-e Latīān är det glesbefolkat, med 19 invånare per kvadratkilometer. Närmaste större samhälle är Būmahen, 18,4 km öster om Sadd-e Latīān. Trakten runt Sadd-e Latīān består i huvudsak av gräsmarker.